# Rourea chrysomalla
Rourea chrysomalla é uma espécie  de planta com flor pertencente à família Connaraceae.
A autoridade científica da espécie é Glaz. ex G.Schellenb, tendo sido publicada em Das Pflanzenreich IV. 127(Heft 103): 196. 1938.

## Brasil
Esta espécie  é nativa e endémica do Brasil, podendo ser encontrada na Região Nordeste. Em termos fitogeográficos pode ser encontrada no domínio da Cerrado.
Não ocorrem táxons infra-específicos no Brasil.